# 阿德拉达德皮龙
阿德拉达德皮龙，是西班牙卡斯蒂利亚-莱昂塞戈维亚省的一个市镇。 总面积11平方公里，总人口52人（2001年），人口密度5人/平方公里。